# Врановичі
Врановичі (словен. Vranoviči) — поселення в общині Чрномель, Південно-Східна Словенія, Словенія. Висота над рівнем моря: 149 м.